# Фисенко, Анатолий Степанович
Анатолий Степанович Фисе́нко (6 (19) июля 1902, Москва — 20 мая 1982, Москва) — советский архитектор и преподаватель, специалист по промышленной архитектуре. Член-корреспондент Академии архитектуры СССР, действительный член Академии строительства и архитектуры СССР. Заслуженный архитектор РСФСР (1971), доктор архитектуры (1964).

## Биография
Родился 6 (19) июля 1902 года в Москве в семье офицера-преподавателя 3-го Кадетского Корпуса; учился в кадетском корпусе. После октябрьской революции учился Московской артиллерийской школе имени Л. Б. Красина. В 1919 году поступил на фабрично-заводское отделение Инженерно-строительного факультета МВТУ. Преподавателями Фисенко в МВТУ были А. В. Кузнецов, А. В. Щусев, братья Веснины. Ещё во время обучения начал практическую деятельность под руководством А. В. Кузнецова — работал на сооружении павильонов Всероссийской сельскохозяйственной и кустарно-промышленной выставки (1922—1923) и комплекса зданий ЦАГИ. После защиты в мае 1925 года дипломного проекта по теме «Чугунолитейный завод», начал работать ассистентом одновременно на двух кафедрах МВТУ — «Архитектурных конструкций» (проф. А. В. Кузнецов) и «Архитектурного проектирования промышленных сооружений» (проф. В. А. Веснин); с этого момента началась непрерывная преподавательская деятельность А. С. Фисенко. Входил в творческое объединение архитекторов-конструктивистов ОСА (с 1925 года), состоял членом редколлегии журнала «Современная архитектура». После реорганизации в 1930 году Инженерно-строительного факультета МВТУ в Высшее Инженерно-строительное училище, а затем включения училища в образуемую Военно-инженерную Академию имени В. В. Куйбышева, руководил в Академии кафедрой «Промышленных сооружений» (1932—1936). В 1939 году возглавил кафедру «Архитектуры промышленных сооружений» Московского архитектурного института; руководил кафедрой на протяжении 26 лет.
Параллельно с преподавательской деятельностью с 1925 года работал на строительстве зданий ВЭИ и ЦАГИ. В 1927—1928 годах совместно с И. С. Николаевым работал в проектном бюро Всероссийского текстильного синдиката, где разработал проекты зданий ряда текстильных комбинатов и хлопчатобумажных фабрик. В 1929—1935 годах работал главным архитектором Госпроектстроя, а после его реорганизации — Госпроектстроя-1 и Промстройпроекта и главным инженером его московского отделения; вёл проектирование крупнейших машиностроительных и металлургических заводов СССР — Магнитогорского, Кузнецкого, Нижнетагильского металлургических комбинатов, Днепростали, Азовстали, Краматорского машиностроительного завода, Харьковского и Челябинского тракторных заводов, реконструкции завод ЗИЛ и Горьковского автозавода и других. На основе технологии ускоренного проектирования американского архитектора Альберта Кана разработал метод поточно-конвейерного проектирования.
В 1940—1941 годах руководил архитектурно-проектной мастерской института Гидропроект; участвовал в проектировании ряда гидротехнических сооружений. Во время войны работал главным архитектором института Гипроавиапром, где вёл проектирование и строительство объектов жилищного строительства и участвовал в передислокации заводов в восточные районы СССР. В 1946 году утверждён в звании профессора. В 1950 году избран членом-корреспондентом Академии архитектуры СССР; после её преобразования в Академию строительства и архитектуры стал действительным членом Академии. С конца 1950-х годов сосредоточился на преподавании в МАРХИ; организовал Факультет промышленного строительства и стал его первым деканом.
Умер 20 мая 1982 года.

## Проекты и постройки
- Участие в сооружении павильонов Всероссийской сельскохозяйственной и кустарно-промышленной выставки (1922—1923, Москва, у Крымского моста), не сохранились[7];
- Комплекс зданий ЦАГИ, под руководством А. В. Кузнецова, совместно с И. С. Николаевым, Г. Я. Мовчаном, В. Я. Мовчаном, Л. Н. Мейльманом, Б. В. Гладковым, Г. Г. Карлсеном, (1924—1928, Москва, улица Радио, 17)[8];
- Участие в проектировании лабораторий шерсти и хлопка Московского текстильного института под руководством А. В. Кузнецова, совместно с И. С. Николаевым (1927—1928, Москва, Малый Калужский переулок, 2)[2][9][10];
- Участие в проектировании Псковского льнокомбината, совместно с А. В. Кузнецовым, И. С. Николаевым, К. М. Соколовым, Е. Г. Лобовым и др. (1928, Псков)[2][4];
- Оршанский льнокомбинат, совместно с И. С. Николаевым (1928—1930, Орша)[2][4];
- Челябинский тракторный завод, совместно с В. Шевцовым и А. Величкиным (1930—1932)[3];
- Конкурсный проект Всемирной выставки в Москве (1961—1962), III премия, не осуществлён[3];
- Конкурсный проект музея В. И. Ленина в Москве (1971), не осуществлён[3];

## Труды
- Архитектурное проектирование промышленных предприятий: (Учебник для вузов) / Ред.: С. В. Демидов, А. С. Фисенко, В. А. Мыслин и др. — М.: Стройиздат, 1984. — 392 с.

## Награды и премии
- Орден Красной Звезды (1944)
- Орден Трудового Красного Знамени (1945)
- Медаль «За оборону Москвы»
- Медаль «За доблестный труд в Великой Отечественной войне 1941—1945 гг.»
- Медаль «За трудовую доблесть» (1953)
- Орден «Знак Почёта» (1961)
- Заслуженный архитектор РСФСР (1971)
- Почётная грамота Президиума Верховного совета РСФСР (1966)[6]